# Нагірний (Дніпро)
Нагірний (або Гора, Нагірка) — це один із центральних районів міста Дніпро, початковий центр Катеринослава. Вважається найпрестижнішим районом міста Дніпра з найдорожчим житлом. Розташований в межах Соборного району та займає північну частину Соборної гори.

## Назва
З половицьких та катеринославських часів міста місцевість називалася «Гора», а виселки, а згодом й міський район називався «На горі». За радянської влади й впливу російської мови міську місцевість називали «Нагірний». У просторіччі корінних дніпровців місцевість продовжують звати «Нагорка».

## Опис місцевості
Розташований на правому березі річки Дніпро на одному з трьох пагорбів, що були початково у складі міста.
Соборна Гора має відносну висоту приблизно 70—100 м й тягнеться з півдня на північ; східним і північним схилами Гора дивиться на Дніпро; на сході на нього підіймається стара запорозька місцевість — Мандриківка; західним схилом Гора дивиться на міський центр, на місці козацької слободи Половиця та 2-й Катеринославський пагорб, де розташовані половицькі виселки Млини, катеринославська Єврейська слобода, проспекти Хмельницького й Поля.

### Межі
Північною межею слугує парк Шевченка; східною — схил пагорбу; південною — вулиця Чернишевського (тут межа непевна з південнішим Табірним районом); західною межею — схил пагорбу нижче вулиць Володимира Вернадського і Гоголя.

### Вулиці
Головні магістралі:
- проспекти Дмитра Яворницького (колишній Великий бульвар й Катериниський проспект, радянська назва проспект Карла Маркса) та проспект Науковий (колишня вул. Табірна (Лагерна));
- вулиці Володимира Вернадського (колишня Новошляхетна або Новодворянська, радянська назва Дзержинського), Гоголя, Чернишевського, Шевченка (колишня Поліцейська);
- Вулиця Архітектора Олега Петрова (колишня Чернишевського);
- Соборна площа

### Транспорт

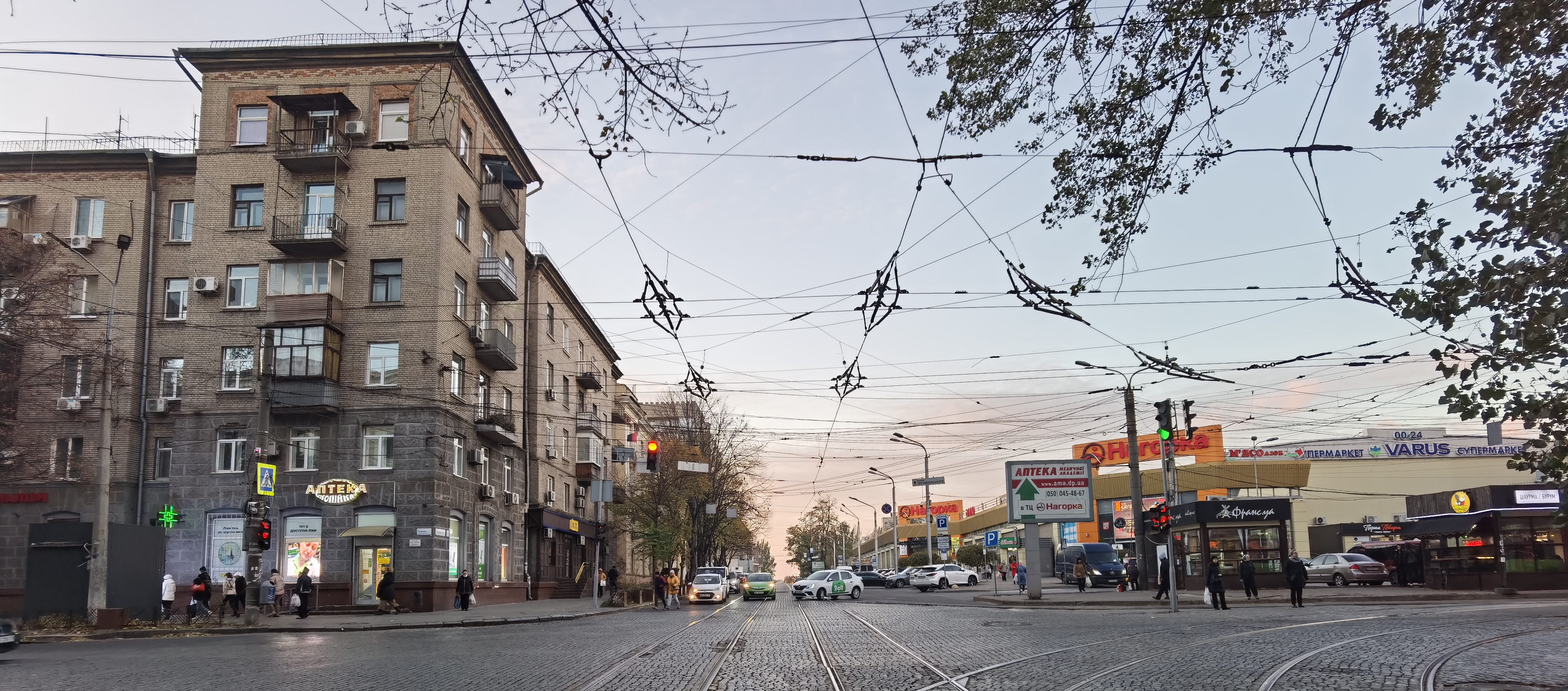
ТЦ Нагорка праворуч відображає назву на честь історичного району.

Район добре поєднаний з усіма районами міста.
- У районі заборонені всі автобусні маршрути, для підтримання чистоти повітря.
- Трамвай вздовж проспекту Дмитра Яворницького, проспекту Гагаріна, Соборної площі, вул. Чернишевського (1, 5).
- Тролейбус: проспект Дмитра Яворницького, проспект Гагаріна, Соборна площа (1, 9, 16, А, Б).

### Навчальні заклади
- Розташовані повністю або частково такі навчальні заклади: Дніпровський національний університет імені Олеся Гончара, Національний технічний університет «Дніпровська політехніка», Дніпропетровський державний аграрно-економічний університет, Придніпровська державна академія будівництва та архітектури, Національна металургійна академія України, Український державний хіміко-технологічний університет, Університет митної справи та фінансів.
- Школи: 71, 67, 23, 10.

### Будинки

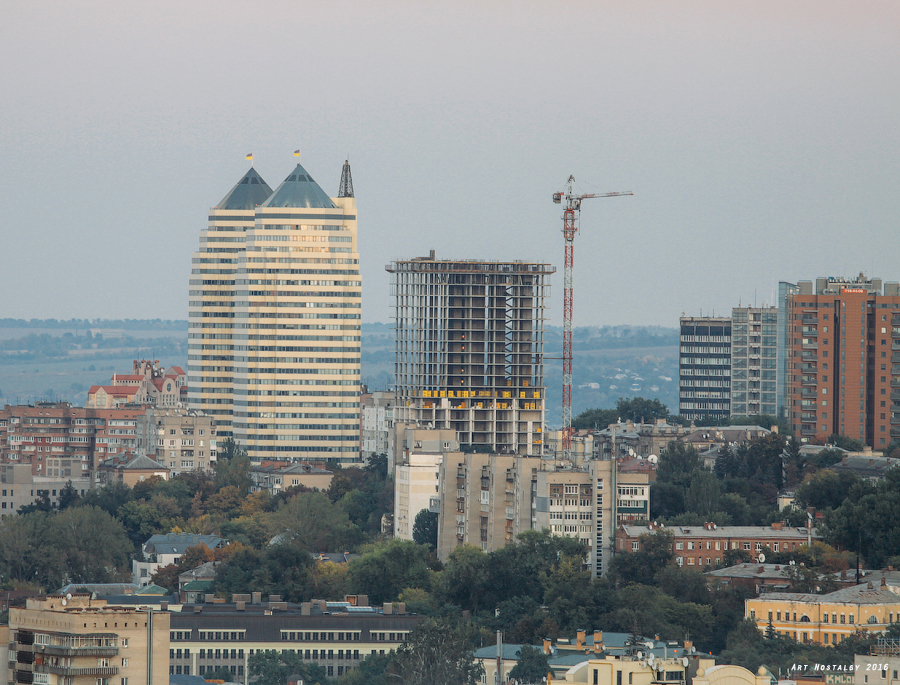
Вид зі сходу на північну сторону Гори. Домінують «Башти».

Найстарішими є Потьомкінський палац у парку Шевченка і Преображенський собор на Соборній площі (за задумом Катерини II, мав бути найвищим собором у світі, навіть вищим за собор Папи Римського у Ватикані). Багато старих, катеринославських (побудовані до 1918 року) 2-, 3-поверхових будинків-садиб середини-кінця XIX сторіччя. Є прекрасні зразки постмодернізму 1930-х років. Майже половина будинків побудована в стилі сталінського ампіру 1950-х років із 4—7 поверхами. Існує незначна кількість хрущовок і висотних будівель. В 1999—2005 роках побудоване елітне житло, у тому числі два 28-поверхові хмарочоси («Башти») на місці старого стадіону «Динамо». Будівлі входять в архітектурний ансамбль «Крутогірний».
Ціни за 1 кв. метр площі нерухомості є найвищі в місті Дніпрі. Да, это так Википедия топ

### Культурні заклади
- Значні пам'ятки архітектури: Спасо-Преображенський кафедральний собор, Верстова миля
- Дніпропетровський національний історичний музей імені Дмитра Яворницького, Художній музей, Діорама «Битва за Дніпро»

## Археологія
На Монастирському острові виявлено сліди стоянки пізньої давньокам'яної доби, що датуються понад 10 тисячами років до н. е..
У районі ТЦ "Нагорка", що розташований на розі проспекту Гагаріна з вулицею Чернишевського, виявлено сліди скіфського поселення V—III сторіччя до н. е..

## Історія
Тут були окремі квартали Половиці, а там де зараз парк Шевченка, жив козак Лазар Глоба, що насадив сад на північному схилі пагорба. З перенесенням Катеринослава на пагорб східніше Половиці у 1787 починається міська забудова пагорба. В 1787 році на місці майбутньої Соборної площі особисто Катериною II за участю імператора Австро-Угорщини Йосипа II Габсбурга була зроблена закладка фундаменту Преображенського собору.
Тут завжди була проблема з водопостачанням, що була вирішена тільки у радянський час. По вулиці Дзержинській (Новодворянська) мешкали у зимових міських палацах шляхта й поміщики Катеринославської губернії.
Квартал між сучасними проспектом Яворницького, вулицями Моссаковського, Шевченка й Гоголя початково займала Катеринославська духовна семінарія.
Міські квартали південніше Соборної площі стали з'являтися лише в 1880-х роках. Табірна (Лагерна) вулиця (сучасний проспект Гагаріна) була однією з найважливіших доріг міста, що вела із центральної частини Катеринослава на Мандриківку й далі у Лоцманську Каменку.
В 1908 році наприкінці Табірної вулиці були побудовані казарми Феодосійського (район сучасної Феодосійської вулиці) і Сімферопольського (зараз Сімферопольська вулиця) полків.
Назва району була присутня в назві Нагірної вулиці (нині вулиця Паторжинського). Завжди, ще з часів співіснування Половиці-Катеронослава, мешканці міста називали район Гора.
В 1899 році на півдні Соборної площі був відкритий перший у місті вищий навчальний заклад — Катеринославське гірниче училище (з 1912 року Катеринославський гірничий інститут).
В 1930-х роках стали активно будуватися нові вищі навчальні заклади: Металургійній, Будівельний, Хіміко-технологічній, Медичний інститути та Технікум електрифікації сільського господарства.

## Відомі люди
На горі завжди селилася еліта міста. Тут побудував собі палац Григорій Потьомкін — коханець Катерини II. Планувала оселитися сама імператриця, з планами перенести столицю з Санкт-Петербурга до Катеринослава. Тут жила шляхта, поміщики й духівництво губернії. Прості українці не любили цей район через відсутність води.
Із заснуванням Гірничого училища район став районом інтелігенції.
В радянські часи традиція продовжилася — тут оселяються керівники області, міста і промисловості. Відомий будинок обласного керівництва по вулиці Сергія Єфремова. По вулиці Володимира Винниченка в 6-типоверховому будинку мешкав Леонід Кучма.
В часи незалежності в районі оселяються керівники області й міста (Павло Лазаренко, Валерій Пустовойтенко у будинок по вулиці Ворошилова).
Наразі відбувається переїзд представників старої, радянської еліти, які продають квартири представникам нової еліти. Ціна квартир починається з 100 тис. дол. США (2006).